# Robert F. Boyle

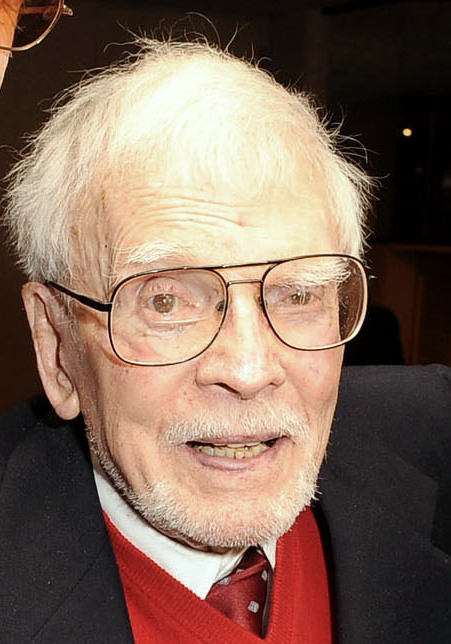
Robert F. Boyle

Robert Francis Boyle (* 10. Oktober 1909 in Los Angeles; † 1. August 2010 ebenda) war ein US-amerikanischer Art Director und Szenenbildner, der zwischen 1941 und 1991 an mehr als 100 Produktionen mitwirkte. Er wurde 2008 mit einem Ehrenoscar ausgezeichnet und ist damit der bis dato älteste Oscargewinner.

## Leben
Boyle begann seine Karriere als Architekt, wechselte nach der Weltwirtschaftskrise von 1929 aber zum Film. Ab den 1940er Jahren arbeitete er mit Alfred Hitchcock zusammen (unter anderem bei Der unsichtbare Dritte, 1959, Die Vögel, 1963, und Marnie, 1964). Daneben arbeitete er etwa an Filmen wie J. Lee Thompsons Ein Köder für die Bestie, Norman Jewisons Thomas Crown ist nicht zu fassen oder Ernest Lehmans Portnoys Beschwerden.
Insgesamt wurde Boyle viermal für den Oscar nominiert. 1960 für Der unsichtbare Dritte, 1970 für Norman Jewisons Gaily, Gaily, 1972 für Anatevka (ebenfalls unter der Regie von Jewison) und 1977 für Der letzte Scharfschütze von Don Siegel. Bekommen hat er den Oscar jedoch erst 2008, als er den Ehrenoscar für sein Lebenswerk erhielt. Für die John-Steinbeck-Verfilmung Das letzte Wort hat Tilby war Boyle 1973 für einen Emmy nominiert. Von der Art Directors Guild wurde er 1997 mit ihrem ersten Lifetime Achievement Award ausgezeichnet. Er war mit der Autorin Bess Boyle (1913–2000) verheiratet.
Im Jahr 2000 produzierte Daniel Raim eine oscarnominierte Dokumentation über Robert F. Boyle mit dem Titel The Man on Lincoln’s Nose.

## Filmografie (Auswahl)
- 1943: Das zweite Gesicht (Flesh and Fantasy)
- 1946: Nocturne
- 1948: Aus dem Dunkel des Waldes (Another Part of the Forest)
- 1949: Abandoned
- 1950: Die Piratenbraut (Buccaneer’s Girl)
- 1950: Alter schützt vor Liebe nicht (Louisa)
- 1950: Sierra
- 1951: Ausgezählt (Iron Man)
- 1951: Ein Wochenende mit Papa (Week-End with Father)
- 1951: Das Zeichen des Verräters (Mark of the Renegade)
- 1951: Spielschulden (The Lady Pays Off)
- 1952: Bronco Buster
- 1952: Unter falscher Flagge (Yankee Buccaneer)
- 1953: Frauen in der Nacht (Girls in the Night)
- 1953: Gefahr aus dem Weltall (It Came from Outer Space)
- 1954: Ritt mit dem Teufel (Ride Clear of Diablo)
- 1955: Der Speer der Rache (Chief Crazy Horse)
- 1959: Der unsichtbare Dritte (North by Northwest)
- 1962: Ein Köder für die Bestie (Cape Fear)
- 1963: Was diese Frau so alles treibt (The Thrill of It All)
- 1963: Die Vögel (The Birds)
- 1964: Marnie
- 1965: Sieben reiten in die Hölle (The Reward)
- 1965: Bitte nicht stören! (Do Not Disturb)
- 1966: Die Russen kommen! Die Russen kommen! (The Russians Are Coming, the Russians Are Coming)
- 1967: Kaltblütig (In Cold Blood)
- 1967: Die Lady und ihre Gauner (Fitzwilly)
- 1967: Wie man Erfolg hat, ohne sich besonders anzustrengen (How to Succeed in Business Without Really Trying)
- 1968: Thomas Crown ist nicht zu fassen (The Thomas Crown Affair)
- 1969: Gaily, Gaily
- 1970: Der Hausbesitzer (The Landlord)
- 1971: Anatevka (Fiddler on the Roof)
- 1972: Portnoys Beschwerden (Portnoy’s Complaint)
- 1973: Das letzte Wort hat Tilby (The Red Pony) (TV-Film)
- 1974: Mame
- 1975: 700 Meilen westwärts (Bite the Bullet)
- 1976: Der letzte Scharfschütze (The Shootist)
- 1978: Der große Trick (The Big Fix)
- 1980: Schütze Benjamin (Private Benjamin)
- 1982: Das schönste Freudenhaus in Texas (The Best Little Whorehouse in Texas)
- 1983: Ein Tisch für fünf (Table for Five)
- 1983: Staying Alive
- 1984: Eine starke Nummer (No Small Affair)
- 1985: Explorers – Ein phantastisches Abenteuer (Explorers)
- 1986: Jumpin’ Jack Flash
- 1987: Schlappe Bullen beißen nicht (Dragnet)
- 1989: Die Wilde von Beverly Hills (Troop Beverly Hills)

## Auszeichnungen
Oscar
- 1960: Nominierung in der Kategorie Bestes Szenenbild für Der unsichtbare Dritte
- 1970: Nominierung in der Kategorie Bestes Szenenbild für Gaily, Gaily
- 1972: Nominierung in der Kategorie Bestes Szenenbild für Anatevka
- 1977: Nominierung in der Kategorie Bestes Szenenbild für Der letzte Scharfschütze
- 2008: Ehrenoscar für das Lebenswerk

Emmy
- 1973: Nominierung in der Kategorie Bestes Szenenbild für Das letzte Wort hat Tilby

Art Directors Guild
- 1997: Lifetime Achievement Award